# Denise Schmandt-Besserat
Denise Schmandt-Besserat (10 de agosto de 1933; Ay, Francia) es una arqueóloga franco-estadounidense especialista en las materias de arte y arqueología del Antiguo Oriente. Es profesora honoraria de la universidad de Texas en Austin. Demostró que la escritura se desarrolló sobre la base de la necesidad que tuvieron para contar bienes los humanos en el período paleolítico superior y en consecuencia a los descubrimientos básicos en aritmética, realizados anteriores a ésta, por las comunidades nómadas, conformadas por recolectores y cazadores que vivieron hacia el 7500 años a. C.,